# Rezvani Tank
Rezvani Tank – samochód terenowy klasy średniej produkowany pod amerykańską marką Rezvani od 2017 roku. Od 2020 roku produkowana jest druga generacja modelu.

## Pierwsza generacja

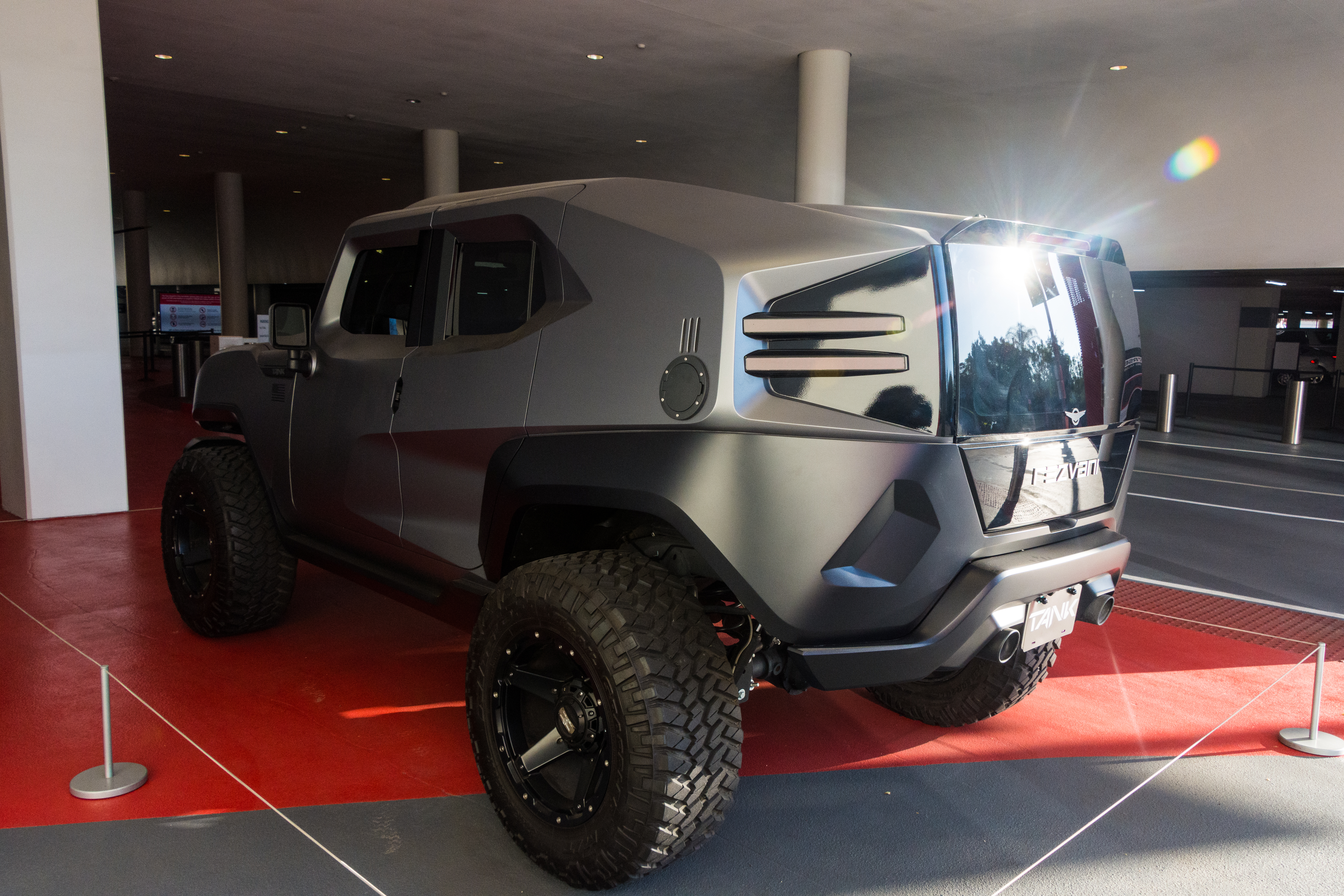
Rezvani Tank I - tył

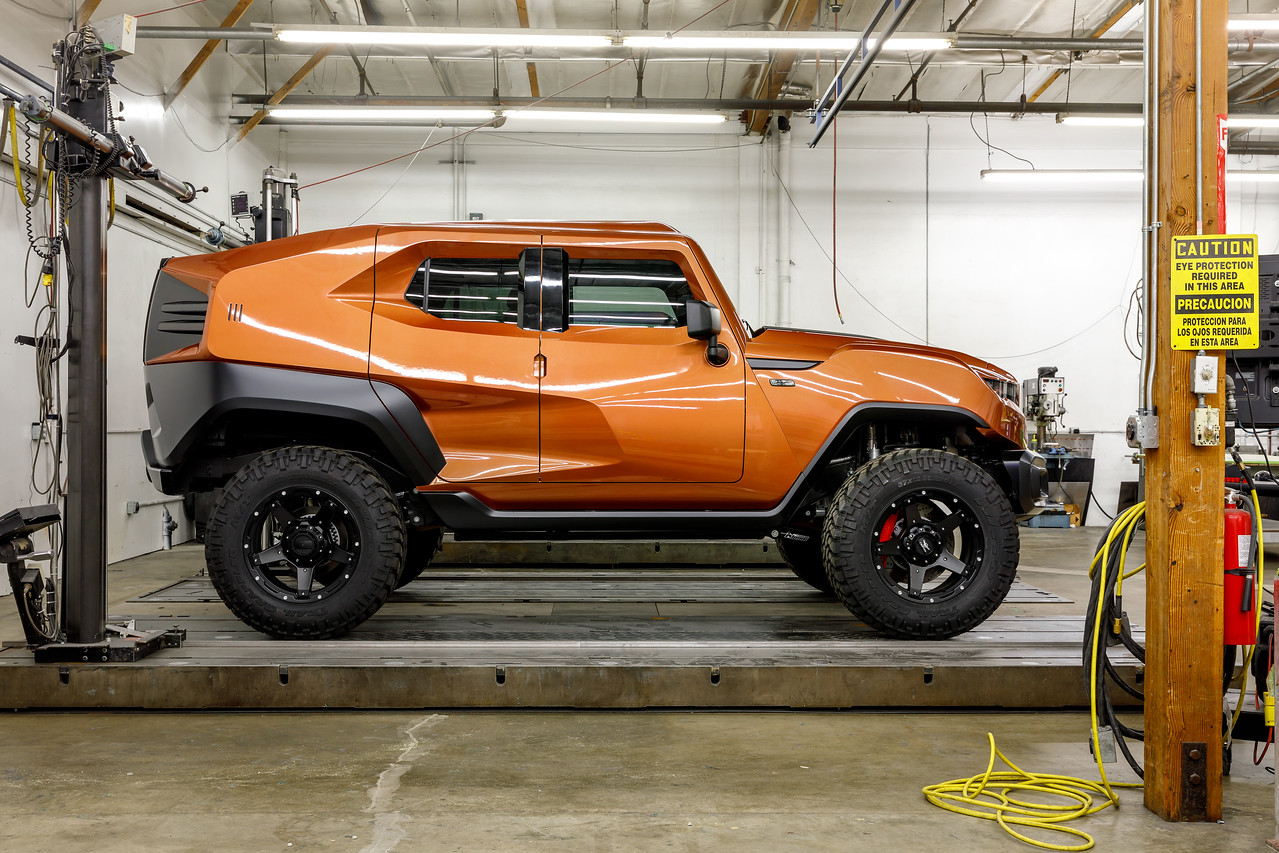
Rezvani Tank I - sylwetka

Rezvani Tank I został zaprezentowany po raz pierwszy w 2017 roku.
Pod koniec 2017 roku amerykańskie Rezvani Motors dotąd specjalizujące się w produkcji rodziny niewielkich samochodów sportowych z linii Beast zdecydowało się nawiązać współpracę z rodzimym Jeepem, czego efektem był opracowany na podzespołach technicznych Wranglera terenowo-wyczynowy model Tank.
Pierwsza generacja pojazdu utrzymana została w surowej, bojowej estetyce łączącej kanty z wyraźnie zarysowanymi nadkolami oraz agresywnie stylizowanymi detalami nadwozia. Tylną część nadwozia przyozdobił garb z wysoko umieszczonymi lampami wykonanymi w technologii LED, z kolei charakterystycznym rozwiązaniem zostały otwierane od siebie drzwi.
Do napędu wykorzystany został 500-konny silnik Dodge’a typu V8 o pojemności 6,4 litra, który współpracował ze sterowanym manualnie napędem AWD oraz automatyczną skrzynią biegów.

### Sprzedaż
Pierwsza generacja Tanka trafiła do sprzedaży jeszcze w 2017 roku, z dostawami zrealizowanymi pod koniec tamtego roku. Za podstawowy model należało zapłacić 178 000 dolarów, z kolei topowy model był wydatkiem 200 000 dolarów. Producent umożliwiał także pakiet pełnego opancerzenia nadwozia i elementów poszycia, które w zależności od zakresu kosztowały dodatkowo od 40 do 90 000 dolarów.

### Silnik
- V8 6.4l Hemi 500 KM

## Druga generacja
Rezvani Tank II został zaprezentowany po raz pierwszy w 2019 roku.
Dwa lata po premierze zbudowanego we współpracy z Jeepem Tanka, którego debiut szybko pokrył debiut zupełnie nowej generacji Wranglera, Rezvani Motors zdecydowało się zbudować zupełnie nowe, drugie wcielenie swojego samochodu terenowego, które oparte zostało na aktualnej wersji modelu Jeepa.
W stosunku do poprzednika, druga generacja Rezvani Tanka zyskała obszerniejsze nadwozie o bardziej muskularnej sylwetce, które stało się dłuższe i wzbogacone tym razem tradycyjnie otwieranymi tylnymi drzwiami. Przy zachowaniu takich samych proporcji, gruntownie przeprojektowano detale nadwozia i wygląd jego poszczególnych części. Obszernie wzbogacono także wyposażenie standardowe.
Podobnie jak poprzednik, druga generacja Rezvani Tanka wyróżniła się wyczynowymi właściwościami jezdnymi dzięki sportowej jednostce napędowej. Tym razem silnik z serii Hemi typu V8 o pojemności 6,2 litra pochodzący z Dodge’a Challengera został zmodyfikowany w celu osiągnięcia 1000 KM zamiast podstawowej mocy 840 KM. Dodatkowo, ofertę utworzyło także słabsze V6 o mocy 285 KM.

### Sprzedaż
Sprzedaż drugiej generacji Rezvani Tank rozpoczęła się w 2020 roku, koncentrując się głównie na rodzimym rynku Stanów Zjednoczonych. Za najtańszy egzemplarz samochodu terenowego należy zapłacić 155 000 dolarów.

### Silniki
- V6 3.6l Hemi 285 KM
- V8 6.2l Hemi 1000 KM